# Sven Kulik
Sven Kulik (* 24. Februar 1979 in Magdeburg) ist ein deutscher Filmeditor. Er lebt mit seiner Familie in Berlin.

## Leben
Nach dem Abitur und dem Zivildienst durchlief er ein Volontariat für Film- und EB-Schnitt beim NDR in Hamburg. Von 2003 bis 2008 absolvierte er ein Montage-Studium an der Filmakademie Baden-Württemberg, seither ist er als freier Filmeditor für Dokumentar- und Spielfilme tätig.
Kulik wurde 2010 mit dem Förderpreis Schnitt des deutschen Kamerapreises ausgezeichnet. Er ist Mitglied im Bundesverband Filmschnitt Editor e. V. (BFS).

## Filmografie (Auswahl)
- 2006: Here we come (Dokumentarfilm)
- 2006: Der Generalmanager oder How to sell a tit wonder (Dokumentarfilm)
- 2006: Mimikry (Kurzfilm)
- 2008: Superhelden (Dokumentarfilm)
- 2008: Es kommt der Tag
- 2009: Überall nur nicht hier (Dokumentarfilm)
- 2009: Am anderen Ende (Kurzfilm)
- 2011: Nagel zum Sarg (Kurzfilm)
- 2011: Future Works (Dokumentarfilm)
- 2014: Arlette. Mut ist ein Muskel. (Dokumentarfilm)
- 2015: Girls don’t fly (Dokumentarfilm)
- 2017: Hacking Justice (Dokumentarfilm)
- 2018: Höhenflüge (Dokumentarfilm)
- 2018: Adelheid, Kornelius & die Töde (Dokumentarfilm)
- 2019: Gundermann Revier (Dokumentarfilm)
- 2023: Bei uns heißt sie Hanka / Pla nas gronje jej Hanka / Pola nas rěka wona Hanka
- 2024: Ice Aged (Dokumentarfilm)